# Isla Mustang
La Isla Mustang (en inglés: Mustang Island) es una isla de barrera en la costa del Golfo de México en los Estados Unidos. La isla es de 18 millas (29 kilómetros) de largo, que se extiende desde Corpus Christi a Port Aransas. La isla está orientada generalmente noreste-suroeste, con el Golfo de México al este y al sur, y la bahía de Corpus Christi en el norte y el oeste. El extremo sur de la isla se conecta por carretera a la Isla del Padre. En el extremo norte de la isla esta Port Aransas, más allá de la cual esta la isla de San José (también conocido como Saint Joseph Island). El Canal de Aransas (también conocido como el "Aransas Pass" -por el cual el pueblo cercano en el continente fue llamado así), está formado por la separación de las islas Mustang y San José, está protegido por espigones que se extienden en el golfo de cada isla.
La ciudad de Port Aransas, Texas se encuentra en el extremo norte de la isla. El parque estatal de la Isla Mustang (Mustang Island State Park) abarca todo el tercio sur de la isla, incluyendo 3.954 acres (1.600 hectáreas) y 5 millas (8 km) de playa. La ciudad de Corpus Christi incluye la parte más septentrional de la Isla del Padre y parte de la isla Mustang entre Port Aransas y el parque estatal.